# La libertà è schiavitù
La libertà è schiavitù (in inglese "Freedom is slavery") è uno dei tre slogan del Socing che compaiono nel romanzo 1984 (1949) di George Orwell. Gli slogan sono incisi sulla facciata del Ministero della Verità e vengono alternati all'effigie del Grande Fratello durante le proiezioni dei cinegiornali. Sono anche incisi sul verso delle monete da 25 centesimi di dollaro, moneta corrente in Oceania nel 1984. Secondo Anthony Burgess si tratta di slogan "da Germania nazista".
Lo slogan "la libertà è schiavitù" viene espresso nel romanzo in "archelingua" - ossia inglese - ma nelle previsioni del Partito, entro il 2050 l'avvento della neolingua perfezionata consentirà l'abolizione stessa dello slogan, poiché mancheranno le parole  per esprimere il concetto  di "libertà" nella sua accezione politico-filosofica. "La libertà è schiavitù" è il pilastro del Socing che O'Brien spiega a Winston Smith durante una seduta di tortura per illustrare i fini del governo del Socing e del Partito. Secondo i dettami del Socing l'uomo libero è sempre condannato alla sconfitta e alla morte. Solo quando si sottomette all'entità collettiva ed eterna del partito può divenire onnipotente ed immortale.
Inoltre come ogni concetto espresso dal Partito è soggetto a inversione di bipensiero, ovvero può divenire il suo contrario sia in senso logico che grammaticale, con un'inversione dei termini: "la schiavitù è libertà". Lo slogan è la prima cosa che Winston Smith scrive sul blocco di fogli che gli viene concesso durante la riabilitazione psicofisica seguita agli interrogatori preliminari nel Ministero dell'Amore. I capitoli del volume di Emmanuel Goldstein Teoria e prassi del collettivismo oligarchico sono intitolati secondo i tre slogan del Socing, e ne spiegano il funzionamento secondo la realtà e secondo l'ideologia del Partito.
Tuttavia un capitolo dal titolo "La libertà è schiavitù" non viene citato espressamente nel romanzo, e se esiste, Winston Smith non fa in tempo a leggerlo prima dell'arresto. La spiegazione di questo terzo cardine del Socing avviene per l'appunto durante le sedute di tortura e lavaggio del cervello cui viene sottoposto nel Ministero dell'Amore. Secondo Anthony Burgess, lo slogan significa - con un "paradosso involontariamente spiritoso" dell'ideologia del Socing - che "dover scegliere un nostro personale modo di vita è un fardello intollerabile. Il tormento della libera scelta è il rumore delle catene della schiavitù". 